# Assedio di Forlì
L'assedio di Forlì fu un episodio della Guerra d'Italia del 1499-1504. La guarnigione della rocca di Ravaldino guidata da Caterina Sforza si distinse per un'eroica resistenza nei confronti dell'esercito francese e pontificio guidato da Cesare Borgia, ma fu infine costretta ad arrendersi.

## Storia

### Antefatti
Al trono francese era nel frattempo succeduto Luigi XII, il quale vantava diritti sul Ducato di Milano e anche sul Regno di Napoli, rispettivamente come discendente di Valentina Visconti e della dinastia degli Angiò. Luigi XII, prima di iniziare la sua campagna in Italia, si assicurò l'alleanza dei Savoia, della Repubblica di Venezia e di papa Alessandro VI. A capo del suo forte esercito nell'estate del 1499 entrò in Italia occupando senza dover combattere tutto il Piemonte, la città di Genova e quella di Cremona. Il 6 ottobre si insediò a Milano, abbandonata il mese precedente dal duca Ludovico che si era rifugiato nel Tirolo sotto la protezione del nipote Massimiliano I d'Asburgo.
Alessandro VI si era alleato con Luigi XII di Francia al fine di avere il suo appoggio nella costituzione di un regno per il figlio Cesare Borgia in Romagna. Con questo scopo emise una bolla pontificia per far decadere le investiture di tutti i feudatari di quelle terre, compresa quella di Caterina Sforza alla signoria di Imola e Forlì. In realtà per il re francese la conquista della piccola signoria romagnola era una seccatura che rischiava di rappresentare un'inutile perdita di soldati, tempo e denaro dal momento che il suo vero obiettivo era il Regno di Napoli.
Caterina per contrastare l'esercito francese che stava arrivando, cercò soccorso da Firenze, ma i fiorentini erano minacciati da Alessandro VI che intimava di togliere loro Pisa. Offrì allora la signoria ai veneziani per non doverla cedere al papa e al contempo cercò di ottenere da quest'ultimo un altro dominio di pari valore ma entrambi rifiutarono le sue proposte. Ormai decisa a resistere, iniziò subito ad arruolare e addestrare quanti più soldati poteva e a immagazzinare armi, munizioni e viveri. Fece rinforzare le difese delle sue fortezze con opere importanti, soprattutto quella di Ravaldino dove lei stessa risiedeva e che era già considerata inespugnabile. Fece poi partire i figli che furono accolti a Firenze.

#### La decisione di Caterina
Il 24 novembre Cesare Borgia arrivò a Imola. Le porte della città vennero subito aperte dagli abitanti ed egli poté prenderne possesso. L'espugnazione della rocca avvenne dopo una valorosa resistenza da parte del castellano Dionigio Naldi che accettò di arrendersi solo dopo che gli furono promesse condizioni onorevoli. Dopo la caduta di Imola tutte le rocche minori del contado si arresero senza opporre resistenza con l'eccezione di quella di Dozza che dovette essere assediata; il castellano Gabriele Pica da Riolo fu imprigionato nella rocca di imola per la sua temerarietà mentre tutti i suoi parenti furono costretti a lavorare insieme ai guastatori. Visto quanto era accaduto nella sua città minore, Caterina chiese espressamente al popolo di Forlì se voleva fare altrettanto o se voleva essere difeso. Il Consiglio dei Quattrocento inviò la risposta ad Alessandro Sforza, fratello di Caterina, per mezzo di cinque cittadini. In essa si citavano gli esempi di Alfonso II di Napoli e di Ludovico il Moro che avevano da poco perso lo stato per mano dei francesi, non si riteneva dunque saggio resistere militarmente a causa delle forze soverchianti dell'avversario e per risparmiare inutili sofferenze ai forlivesi. Caterina, sdegnata per la pusillanimità dei suoi sudditi ma indomita come al solito, mandò il Landriani a rispondergli a suo nome, dandogli dei codardi.
Il 12 dicembre si adunò il Consiglio dei Quaranta dove il Tornielli annunciò che se i forlivesi intendevano resistere sarebbero stati supportati da duemila veterani e da tutti quelli che sarebbero venuti in aiuto in seguito e che non sarebbe scesa a patti col Borgia senza il consenso delle autorità cittadine; se i forlivesi intendevano resistere per poi accordarsi col nemico, Caterina lo avrebbe accettato. Quella sera il Consiglio non prese una decisione. Il 14 dicembre, data l'indecisione dei forlivesi ed essendo decisa a resistere, Caterina risolse di mettere in salvo il figlio ventenne Ottaviano inviandolo in Toscana. Il 17 dicembre giunse a Forlì la notizia che l'esercito del Borgia era ormai vicino alla città e alcuni nobili forlivesi si recarono presso il suo accampamento per offrirgli la città a patto che non la saccheggiasse. Nonostante la resa fosse stata controfirmata dal duca con la promessa che i soldati non avrebbero depredato Forlì, essi "usando immanissima crudeltade et expressa tirannia, posero la città a sacco e non vi fu casa che non fosse spogliata, saccheggiata et vergognata". Il giorno stesso si recò a cavallo a Forlimpopoli dove approvò lo stato delle difese e dei magazzini.

#### I forlivesi rinunciano alla difesa della città
Il 18 dicembre Caterina tornò da Forlimpopoli a Forlì. Dispose che tutti i ponti della Cittadella e della Rocca di Ravaldino fossero tagliati tranne uno che lo fu a sua volta non appena l'esercito del Borgia entrò in città.
Le forze di Caterina consistevano nella sua guardia personale di cavalieri e fanti, di duemila mercenari tra cui vi erano quattrocento tra spagnoli e guasconi e dei volontari reclutati in città, nel contado e nel distretto di Forlì. Come aveva già fatto a Forlimpopoli, anche qui fece distribuire un gran numero di corazze, celate e lance e fece arrestare tutti coloro che sospettava la potessero tradire, tra questi amici e parenti di Achille Tiberti. La rocca era ben fornita di palle di cannone e polvere da sparo nonché di viveri a sufficienza per resistere a un lungo assedio. Fece sequestrare tutti i carri di legname e di paglia che entravano in città attraverso Porta Ravaldino (l'unica rimasta aperta) e li fece portare dentro la rocca insieme ai braccianti che venivano assunti quali guastatori. I duemila difensori stavano stretti all'interno delle mura della rocca e presto scoppiarono disordini e risse tra gli indisciplinati mercenari guasconi e tedeschi che si dovettero per forza ignorare per non far degenerare la situazione.
Alla vigilia dell'assedio fu riferito a Caterina che Luffo Numai, nobile forlivese che le era sempre stato fedele e l'aveva aiutata a più riprese, stava congiurando con altri nobili a suo danno. Caterina ordinò di arrestarlo ma il Numai fu avvertito in tempo pertanto quella notte non tornò a casa e si rifugiò presso la guardia cittadina. La notizia del caso si diffuse tra il popolo e il Consiglio decise di fargli tenere un lungo discorso in cui disse che i forlivesi dovevano abbandonare Caterina dato che essa li aveva sciolti dal giuramento di fedeltà quando li aveva lasciati di prendere la decisione che gli pareva migliore, che si doveva rispettare la bolla di Alessandro VI che la dichiarava decaduta dai suoi diritti e privata di ogni autorità nei suoi stati, che resistere contro un esercito di quattordicimila uomini con forze largamente insufficienti avrebbe portato al massacro e che la Forlì sotto lo Stato Pontificio era stata la più prospera. Il discorso convinse quasi tutti i forlivesi che fecero suonare a martello le campane del Palazzo Comunale, affollarono la piazza poi si portarono a Porta Cotogni e alla Porta di San Piero costringendo i castellani ad abbandonarle sostituendoli con uomini fidati e le fecero spalancare mentre non toccarono la Porta Ravaldino e la Porta Schiavonia che erano sotto il tiro dei cannoni della rocca. Forlì aveva fatto dedizione e poco dopo un messo fu inviato per informarne il Borgia. Il Consiglio però, per rispetto della Sforza, deliberò che non fossero toccati i suoi beni in città. Seguì una processione da parte dei monaci dell'Abbazia di San Mercuriale che portarono la statua del santo attorno alla piazza del comune come ringraziamento per aver scampato l'assedio. I nobili Nicolò Tornielli e Ludovico Ercolani riferirono la decisione del Consiglio e del popolo a Caterina che tuttavia era già consapevole degli eventi in corso.

### Assedio

#### Cesare Borgia entra a Forlì
Alle prime luci dell'alba del 19 dicembre il Tornielli e l'Ercolani lasciarono la rocca di Ravaldino dopo essere stati ben accolti. Poco dopo da Ravaldino partirono alcuni colpi di cannone contro la città il cui intento era di far capire al Borgia che se la città si era arresa, la rocca intendeva resistere. Achille Tiberti a differenza dei suoi parenti non era stato imprigionato e aveva fatto venire da Imola quattro squadre di cavalieri con il folle intento di assaltare Ravaldino per cercare di far cambiare idea a Caterina. Quella mattina stessa il Consiglio si radunò per redigere i capitoli della pace ma presto le voci sul suo contenuto si diffusero in tutta la città e nella campagna circostante. I contadini, venuti a sapere che per loro non ci sarebbero state esenzioni fiscali, invasero la città e poi la piazza del comune respingendo la proposta e reclamando un miglior trattamento. Caterina inviò alcune squadre di cavalieri per disperdere la folla ma quando queste si resero conto della moltitudine in piazza tornarono indietro. La furia dei contadini fu placata solo in serata quando Giovanni II Bentivoglio e Luffo Numai riuscirono a calmarli promettendo migliori condizioni. Dopo che si era deciso di inviare la proposta il giorno successivo si apprese che il Borgia sarebbe entrato in città la sera stessa. Alle dieci di sera il Valentino si trovava a Casalaparra presso la dimora di Ludovico Ercolani, dove ricevette alcuni nobili forlivesi inviati dal Consiglio che l'accompagnarono verso la città. Si fermò presso Porta San Pietro dove, temendo una qualche congiura o un qualche attentato, riferì ai consiglieri che per quel giorno né lui né i suoi uomini sarebbero entrati, sebbene alcuni tentarono di penetrare a forza e furono respinti dal Bentivoglio e dal Tiberti. Il capitano della Porta Schiavonia per timore rese la rocchetta e vi fece sistemare i francesi infermi. L'esercito del Borgia prima si diresse verso San Martino in Strada e si accampò sulle basse colline poco più a sud ricevendo viveri dai forlivesi che intendevano rabbonire i soldati quanto più possibile per evitare ritorsioni. Il giorno successivo il Borgia firmò i capitoli proposti dai commissari e ordinò che i contadini ammassassero travi e fascine per l'assedio e che il pane e il vino dovessero mantenere il prezzo corrente per evitare speculazioni. Mentre in San Martino in Strada si trattavano queste cose, Caterina Sforza informata del tradimento del castellano di Schiavonia, diresse il fuoco dei cannoni contro le case di alcuni che intendeva punire e contro la Torre Civica.

#### Trattative tra Cesare e Caterina
Il 24 dicembre il cardinale Giovanni Borgia, suo cugino e legato pontificio a Bologna, fece visita a Cesare augurandogli buona fortuna per l'assedio. Il giorno di Natale, Caterina fece issare sul mastio di Ravaldino la bandiera con il leone in campo rosso di Bologna che venne scambiato per il Leone di San Marco e generò scompiglio tra i francesi che pensavano che la Repubblica di Venezia avesse abbandonato l'alleanza con il pontefice e si stesse apprestando a inviare aiuti militari. A confortarli ci pensò Meleagro Zampeschi, condottiere e ambasciatore veneziano, che svelò la beffa. Poco dopo riprese il tiro delle artiglierie di Ravaldino ma essendosi rotto un passavolante, ordinò a Giorgio Sanseverino (detto "Faccendino"), ufficiale alle artiglierie, di cessare il fuoco. In conseguenza delle cannonate e dell'imminente assedio i forlivesi si agitarono di nuovo dividendosi in due fazioni: i Madama, fedeli a Caterina e gli Ordelaffi che volevano il ritorno di Antonio Maria Ordelaffi che, incorreggibile, da Ravenna aveva ordito un'altra delle sue mille cospirazioni per ritornare in signoria. Il Borgia attese l'arrivo delle bombarde per poter battere la rocca ma il 26 dicembre, irritato per la resistenza e stanco di aspettare, indossò una corazza, mise in testa un cappello nero con piuma bianca, montò su un cavallo bianco e si fece accompagnare da un drappello di cavalleggeri e da trombettieri facendo il giro della città per poi portarsi presso il fossato della rocca. Fece squillare le trombe annunciando di voler parlamentare con Caterina. Il Borgia cercò gentilmente di convincere la Sforza a cedergli la rocca promettendole un buon trattamento e feudi con cui avrebbe potuto mantenere sé stessa e i suoi figli. Caterina rifiutò le proposte accusando il Borgia di essere un bugiardo quanto il papa, gli rammentò il coraggio del padre e del nonno e di voler seguire le loro orme, poi lo salutò. Il Borgia si recò poi una seconda volta dicendole che le sue promesse sarebbero state garantite dai francesi ma Caterina rispose di nuovo sprezzante. Secondo il Vecchiazzani invece Caterina uscì dalla rocca per parlare con il Borgia e dopo aver rifiutato le sue proposte gli chiese di accompagnarla fino al ponte levatoio. Quando il Borgia stava per appoggiarvi il piede, il capitano della fortezza Giovanni da Casale, che si era accordato con Caterina, sollevò il ponte con troppa sollecitudine e vanificò la trappola.

#### La rocca di Ravaldino si prepara all'assedio
Dopo aver respinto le proposte del Borgia, Caterina incitò i suoi uomini alla difesa poi fece il giro delle mura insieme ad Alessandro Sforza sovrintendendo alla disposizione dell'artiglieria. Il Borgia non rimase ozioso. Fece piantare una prima batteria di bombarde presso la chiesa di San Giovanni Battista in Vico costituita da sette bombarde e dieci falconetti. La bombarda più grande era chiamata la "Tiverina", lunga circa 2,7 m poteva sparare proiettili del diametro di una spanna. Una seconda batteria fu piantata in aperta campagna a sud della rocca. A partire dal 28 dicembre le due batterie iniziarono a battere il cosiddetto Paradiso ovvero il palazzo di Caterina posto accanto alla rocca, difeso da un rivellino si trovava tra il maschio e Porta Ravaldino sopra un terreno lievemente rialzato. I capitani convinsero la signora di Forlì a rifugiarsi nel rivellino a nord della rocca, meno esposto al fuoco dell'artiglieria prendendo il suo posto nel Paradiso. Presto la sommità dei rivellini a sud e a est della rocca vennero distrutte e l'artiglieria messa fuori uso; il Borgia passò poi a colpire la torre che si affacciava sulla strada per San Martino. Bartolomeo da Bologna, abile artigliere inviato a Forlì dal Moro, riuscì però a centrare al primo colpo il suo corrispettivo alla batteria di San Giovanni che pare fosse molto stimato tra l'esercito francese. Il Borgia, che si sentiva sempre insicuro a Forlì malgrado fosse circondato da 14 000 uomini, ordinò a tutti gli abitanti di consegnare le armi presso Porta Schiavonia pena la forca e vietò a chiunque di acquistare beni dai soldati che nel frattempo si dedicavano a derubare le case. Nei giorni successivi i contadini portarono una gran quantità di fascine a sud della rocca, dove il Borgia intendeva aprire la breccia. Quella sera quaranta soldati travestiti da pellegrini riuscirono ad eludere i francesi e penetrare nella rocca attraverso una pusterla. Il 29 dicembre tacquero sia le batterie del Borgia sia quelle della rocca perché si sparse la voce che Lorenzo il Popolano si stava accordando col Valentino ma già il giorno dopo riprese il bombardamento.

#### La breccia e il ponte
Nei primi due giorni di gennaio i francesi presenti in città si dedicarono a banchetti e gozzovigliarono per tutta la sera e tutta la notte.
Il 5 gennaio, dopo più di quattrocento colpi di bombarda, la rocca non era ancora caduta malgrado fosse stata distrutta la sommità del mastio e dei torrioni sud ed est della rocca. Le parti danneggiate durante il giorno venivano infatti riparate durante la notte. I francesi avevano subito perdite significative a causa dell'artiglieria nemica e il Borgia, stanco di aspettare, mise una taglia di centomila ducati sulla testa di Caterina. Lei a sua volta ne mise una di cinquemila ducati sul Borgia (morto) o diecimila (se catturato vivo) e incitò i soldati promettendo loro i beni dei forlivesi ribelli. Secondo il Sanudo quel giorno entrarono segretamente nella rocca un centinaio di fanti fiorentini travestiti. Caterina iniziò a far scrivere sconcezze sulle palle di cannone prima di tirarle contro il nemico. L'esercito del Borgia fece realizzare trincee, parapetti e ripari per permettere ai soldati di maneggiare l'artiglieria stando al coperto mentre la rocca si difendeva con migliaia di sacchi e botti pieni di sabbia, utili ad attutire l'impatto delle palle di cannone. Nella notte tra il 5 e il 6 gennaio un uomo diffuse la notizia che mentre i francesi erano nuovamente impegnati a fare bagordi, i forlivesi si sarebbero ribellati e in contemporanea i difensori avrebbero effettuato una sortita. I soldati francesi malgrado le rassicurazioni del Valentino, presero a perlustrare le strade e ad entrare nelle case ma alla fine non ci fu alcun tumulto. Più di metà degli abitanti della città l'aveva infatti abbandonata e chi rimaneva non voleva rischiare di essere macellato dai francesi che avevano mostrato più volte la loro brutalità.
L'8 gennaio comparve una torcia accesa sul tetto di uno dei palazzi della città e si credette che fosse il segnale per la sortita. Subito i francesi si misero in arme e circondarono il luogo minacciando i forlivesi di farli a pezzi se non avessero confessato ciò che stava accadendo. Si evitò il massacro quando un tedesco confessò di essere salito sul tetto per rubare dei colombi. Il 9 gennaio i dieci cannoni della seconda batteria (quella verso San Martino) riuscirono ad aprire due brecce nella cortina sud-ovest della rocca ma la guarnigione riuscì a difenderle con successo; in seguito anche il muro tra le due brecce cadde sotto i colpi dei cannoni nemici riempiendo per metà il fossato allagato e crollando in parte anche nel cortile interno. A questo punto tutto il lato sud della rocca risultava ormai difficilmente difendibile. Caterina ordinò che in luogo delle mura si costruissero dei ripari ma i suoi genieri vennero decimati dal fuoco dei falconetti nemici. Il 12 gennaio il Borgia ordinò che si accumulassero quante più fascine possibili per riempire il fossato e al contempo ricevette due barche da Ravenna che avrebbero fatto da ponte sul fossato; l'opera venne completata verso mezzogiorno. I fanti francesi si avvicinarono alle brecce schernendo i difensori tramite il lancio di panche, sedie, vanghe e zappe ed incitandoli ad uscire allo scoperto. Il Valentino scommise 300 ducati che avrebbe preso la rocca entro due giorni.

#### L'assalto finale
Caterina studiando la situazione dal rivellino della montagna, ordinò che fosse piantata una batteria di undici cannoni (sette in ferro, quattro in bronzo) nel cortile della rocca, dietro un riparo fatto di travi e botti piene di sabbia poi si rifugiò nel maschio. I fanti francesi si avvicinarono alle brecce schernendo i difensori tramite il lancio di panche, sedie, vanghe e zappe ed incitandoli ad uscire allo scoperto. La sentinella del maschio, credendo che l'assalto fosse imminente, lanciò l'allarme. Nel frattempo i guastatori del Valentino allargarono il ponte con fascine e lo attraversarono fino a sedici per volta, poi scalarono le rovine della cortina e tramite alcune scale a mano salirono fin sul tetto del mastio dove sventolava ancora la bandiera di Caterina. Il primo a raggiungerla fu un certo Cupizer, uno svizzero, che la divelse e la sventolò incitando gli altri a seguirlo. La batteria nel cortile interno della rocca non fece fuoco contro il nemico, non è chiaro se per il tradimento di Giovanni da Casale o per un altro motivo. Non appena il Borgia vide il Cupizer sventolare la bandiera ordinò l'assalto e fece schierare squadre di cavalleria e di fanteria attorno a tutte le fortificazioni in modo da bloccare eventuali sortite. I soldati si accalcarono presso il fossato, lo attraversarono e occuparono i ponti levatoi di collegamento tra la cittadella e la rocca e tra questa e i rivellini, isolando i difensori in tanti gruppi che non avrebbero più potuto resistere a lungo. Sapendo che ormai la situazione era disperata, Caterina ordinò che fosse dato fuoco alle polveriere non appena un gran numero di nemici fosse entrato dentro il cortile della rocca. Molti dei suoi soldati non le obbedirono e cercarono inutilmente di mettersi in salvo. Giovanni da Casale, che si era rifugiato in una delle torri del Paradiso, non oppose resistenza e dopo aver fatto entrare molti nemici diede fuoco alle polveri e riuscì a salvarsi fuggendo attraverso una scala segreta. L'esplosione uccise sia molti nemici che diversi difensori e il crollo riempì il fossato facilitando l'assalto. Bernardino da Cremona, il castellano, si era invece rifugiato nel torrione della rocca posto verso Cesena. Prima di dar fuoco alle polveri non riuscì a contenere l'insubordinazione dei suoi soldati che lo abbandonarono prima che entrasse il nemico che così quando si verificò l'esplosione non subì alcuna perdita. Solo gli uomini presenti nel maschio a difesa di Caterina continuarono a resistere. Quando i soldati del Borgia cercarono di entrarvi accumularono alcune fascine all'ingresso e diedero loro fuoco, tuttavia il vento cambiando direzione spinse le fiamme prima contro gli uni e poi contro gli altri. Una volta diradato il fumo iniziò una violenta mischia in cui prese parte la stessa Caterina che indossava una corazza realizzata appositamente per lei. Infine al Paradiso Giovanni da Casale alzò una bandiera bianca sopra una lancia e i soldati, presi dallo scoramento, smisero di combattere e si arresero. Nella fortezza continuò per diverse ore il saccheggio e il massacro di soldati e di popolani ormai inermi, alcuni dei quali preferirono gettarsi nel fossato. In quest'occasione venne distrutto il sepolcro di bronzo fatto realizzare da Caterina a memoria di Giacomo Feo, suo secondo marito.
Quando al Borgia fu assicurato di poterci avvicinare alla rocca in sicurezza, questi fece squillare le trombe per parlamentare con Caterina. Lei si presentò ad una piccola finestra della torre in cui si era asserragliata e il Borgia la pregò di arrendersi e affinché potesse ordinare la fine del massacro ma la Sforza fu fatta prigioniera da un soldato di nome Bertrand prima di poter rispondere. Secondo il Bernardi invece chiese al Borgia di far terminare gli scontri e risparmiare la vita ai soldati rimasti. Vicino ad essa in quel momento vi erano il suo frate confessore, i tre segretari Evangelista Monsignani, Gian Giacomo da Imola e Antonio Baldraccani, il credenziere Giovanni da Carpi ed alcune donne. Secondo il Bonoli, Caterina decise di arrendersi ai francesi per cercare di sottrarsi al Borgia dal momento che le leggi di quel paese proibivano di tenere una donna come prigioniero di guerra.

### Conseguenze
Quando tutti gli scontri furono cessati era ormai notte e il Borgia volle incontrare Caterina all'interno del maschio, accompagnato dal capitano generale francese Yves d'Alègre e da una scorta di lanzichenecchi. Il soldato che l'aveva catturata richiese una taglia di 20 000 ducati per rilasciarla ma il Borgia glieli negò, allora quello tirò fuori una daga con cui intendeva sgozzarla qualora non si fossero rispettati i patti. Alla fine ci si accordò con il pagamento di cinquemila ducati. Dopo l'incontro il Borgia volle riposare in una camera alta della rocca ma fu presto avvertito che sotto di lui si trovava una stanza con diverse botti piene di polvere da sparo per cui se ne andò. Poco dopo un gruppo di una trentina di lanzichenecchi vi entrò per ubriacarsi ma diede inavvertitamente fuoco alle polveri. Caterina fu condotta fuori dalla rocca insieme a due famigli e sette o otto dame, compresa la sua dama d'onore chiamata Argentina, attraversò il cortile interno, fu aiutata a salire per le macerie della cortina e si dovette bagnare per attraversare il fossato. Passò la notte in casa di Luffo Numai assistita dalle sue damigelle. Il Monsignani e il frate furono costretti a consegnare alla soldataglia tutte le monete che avevano ma presto ne nacque una lite in cui gli uni e gli altri volevano tenerli prigionieri per riscattarli. Alla fine un soldato, rifiutandosi di consegnarlo, uccise il Monsignani. Il povero prete Osservante fu torturato, legato alla coda di un cavallo e trascinato per le vie della città. Il saccheggio della rocca continuò per tutto il giorno successivo e terminò solo il 14 gennaio quando il Borgia ordinò di distruggere il ponte levatoio per impedire l'entrata di altri soldati minacciando di impiccare chiunque si fosse accostato. Caterina fu in seguito portata prigioniera a Roma dove fu sistemata nel palazzo del Belvedere. Cercò di fuggire ma venne scoperta e imprigionata a Castel Sant'Angelo.
La resistenza solitaria di Caterina venne ammirata in tutta l'Italia. Niccolò Machiavelli stesso riporta che numerosissime furono le canzoni e gli epigrammi composti in suo onore, dei quali ci è giunto solo quello di Marsilio Compagnon. Secondo lui la fortezza era mal costruita e le operazioni di difesa mal dirette da Giovanni da Casale tanto che commentò: «Fece adunque la malaedificata fortezza e la poca prudenza di chi la difendeva vergogna alla magnanima impresa della contessa...».